# Ismael Galíndez (marino)
Ismael Faustino Galíndez (Córdoba, 28 de julio de 1871-Buenos Aires, 15 de abril de 1948) fue un militar argentino, perteneciente a la Armada, alcanzando la jerarquía de vicealmirante. Se desempeñó como ministro de Obras Públicas de la Nación Argentina en 1943 durante el gobierno de facto de Pedro Pablo Ramírez.

## Biografía
Integró la Promoción N.º 13 de Oficiales de la Armada Argentina, egresando en 1890 como alférez de fragata en la Escuela Naval Militar en Diamante, siendo el primero en orden de mérito. Sirvió con Martín Rivadavia, siendo su secretario cuando fue titular del Ministerio de Marina en 1898.
Entre 1904 y 1905, como teniente de navío, fue comandante de la corbeta ARA Uruguay. Al frente de la Uruguay rescató en la Antártida a los miembros de la Tercera Expedición Antártica Francesa de Jean-Baptiste Charcot (1903-1905). En su honor, una isla lleva su nombre.
Comandó durante cinco años el ARA Patagonia, realizando estudios hidrográficos en la bahía Blanca. Obtuvo la patente de invención de un «magneto eléctrico para el fuego de artillería» en Estados Unidos, cediendo sus derechos al Estado argentino en 1914.

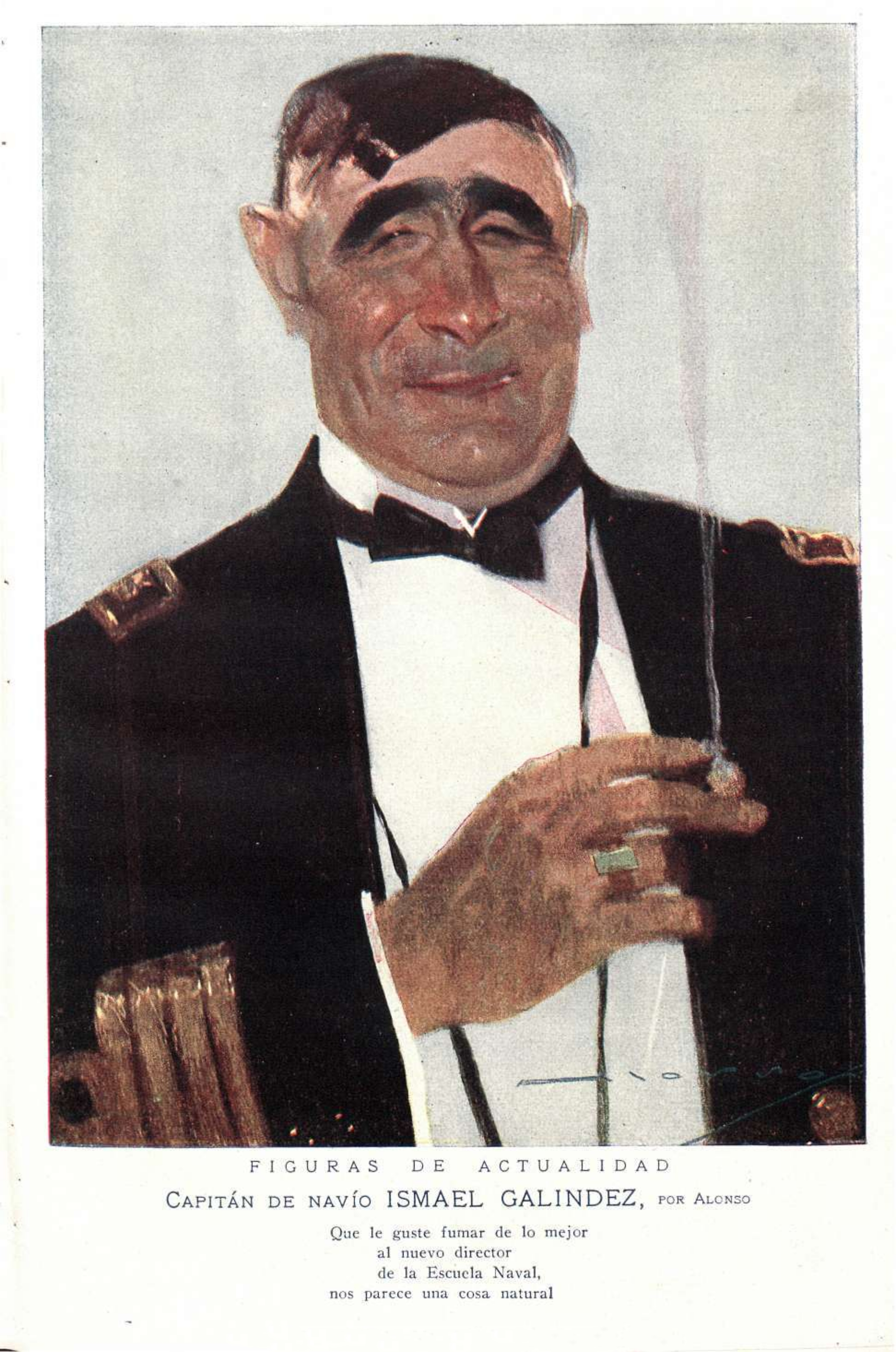
Caricatura del capitán de navío Ismael Galíndez en Caras y Caretas (1921)

Entre 1916 y 1921 fue secretario general del Ministerio de Marina, y entre 1921 y 1922 fue director de la Escuela Naval. En 1923 fue ascendido de capitán de navío a contralmirante. Estuvo a cargo de una división de la Escuadra, fue director general de Administrativa del Ministerio de Marina y comandante de la primera Flotilla de Torpederos.
En 1926 el Ministerio de Marina lo designó jefe de la Comisión Naval en Europa, con el fin de recorrer astilleros para adquirir nuevos buques para la Armada, elaborando informes técnicos. Producto de las gestiones, posteriormente Argentina adquirió sus primeros submarinos. Se retiró de la Armada al alcanzar el límite de edad, sin llegar al rango de almirante, durante el gobierno de José Félix Uriburu. Posteriormente, se dedicó a la actividad privada, presidiendo algunas compañías.
También en 1926 (decreto del 1 de junio de 1926) fue designado presidente de la comisión para la construcción de la Escuela de Mecánicos (ESMA), acompañándolo el Capitán de Navío Felipe Fliess. Esta comisión duró hasta la finalización de las obras de construcción del complejo de edificios principales de dicha escuela.
Entre febrero y mayo de 1934, el presidente Agustín Pedro Justo lo designó interventor federal de la provincia de San Juan, tras una revolución que depuso al gobernador Federico Cantoni. Entregó el mando de la provincia a Juan Maurín, electo constitucionalmente. En 1936 fue presidente de Aeroposta Argentina S. A.
En junio de 1943, junto a otros miembros de la Armada, integró el gobierno de Pedro Pablo Ramírez como ministro de Obras Públicas. Junto con algunos ministros, era partidario de tener relaciones estrechas con los Aliados. Unos meses después, varias figuras del gabinete consideradas «liberales» fueron reemplazadas, entre ellas Galíndez.
Falleció en abril de 1948.